# Shaft (album)
Pour les articles homonymes, voir Shaft.
Albums de Isaac Hayes
To Be Continued
(1971) Black Moses
(1971)
Bandes originales de Shaft
Les Nouveaux Exploits de Shaft
(1972)
Shaft est un album d'Isaac Hayes sorti en 1971. Ce double album presque entièrement instrumental est la bande originale du film Les Nuits rouges de Harlem. Il rencontre un grand succès, se classant en tête du Billboard 200 pendant une semaine. Le single Theme from Shaft se classe également no 1 aux États-Unis et remporte deux Grammy Awards, ainsi que l'Oscar de la meilleure chanson originale.

## Liste des titres
Toutes les chansons sont d'Isaac Hayes.

### Face 1
1. Theme from Shaft – 4:39
2. Bumpy's Lament – 1:51
3. Walk from Regio's – 2:24
4. Ellie's Love Theme – 3:18
5. Shaft's Cab Ride – 1:10

### Face 2
1. Cafe Regio's – 6:10
2. Early Sunday Morning – 3:49
3. Be Yourself – 4:30
4. A Friend's Place – 3:24

### Face 3
1. Soulsville – 3:48
2. No Name Bar – 6:11
3. Bumpy's Blues – 4:04
4. Shaft Strikes Again – 3:04

### Face 4
1. Do Your Thing – 19:30
2. The End Theme – 1:56

## Musiciens
- Isaac Hayes : chant, claviers
- Pat Lewis, Rose Williams, Telma Hopkins : chœurs
- The Bar-Kays et The Isaac Hayes Movement : instruments
  - James Alexander : basse
  - Richard Davis : trompette
  - John Fonville : flûte
  - Willie Hall : batterie
  - Gary Jones : congas
  - Charles Pitts : guitare
  - Lester Snell : piano électrique
  - Michael Toles : guitare